# Jejuri
Jejuri è una città dell'India di 12.000 abitanti, situata nel distretto di Pune, nello stato federato del Maharashtra. In base al numero di abitanti la città rientra nella classe IV (da 10.000 a 19.999 persone).

## Geografia fisica
La città è situata a 18° 16' 60 N e 74° 10' 0 E e ha un'altitudine di 717 m s.l.m..

## Società

### Evoluzione demografica
Al censimento del 2001 la popolazione di Jejuri assommava a 12.000 persone, delle quali 6.276 maschi e 5.724 femmine. I bambini di età inferiore o uguale ai sei anni assommavano a 1.671, dei quali 904 maschi e 767 femmine. Infine, coloro che erano in grado di saper almeno leggere e scrivere erano 8.779, dei quali 4.935 maschi e 3.844 femmine.